# Cars (Gironde)
Cars ist eine französische Gemeinde mit 1.219 Einwohnern (Stand: 1. Januar 2022) im Département Gironde in der Region Nouvelle-Aquitaine (vor 2016: Aquitanien). Sie gehört zum Arrondissement Blaye und zum Kanton L’Estuaire.

## Geographie
Cars liegt nahe dem Ästuar der Gironde, etwa 32 Kilometer nördlich von Bordeaux. Das Flüsschen Bourdillot durchquert die Gemeinde. Umgeben wird Cars von den Nachbargemeinden Saint-Paul im Norden und Nordosten, Berson im Osten, Plassac im Süden, Blaye im Westen sowie Saint-Martin-Lacaussade im Westen und Nordwesten.

## Bevölkerungsentwicklung
| Jahr                       | 1962 | 1968 | 1975 | 1982 | 1990 | 1999 | 2006 | 2013 | 2020 |
| Einwohner                  | 1160 | 1255 | 1178 | 1191 | 1186 | 1189 | 1175 | 1162 | 1213 |
| Quellen: Cassini und INSEE |      |      |      |      |      |      |      |      |      |

## Sehenswürdigkeiten

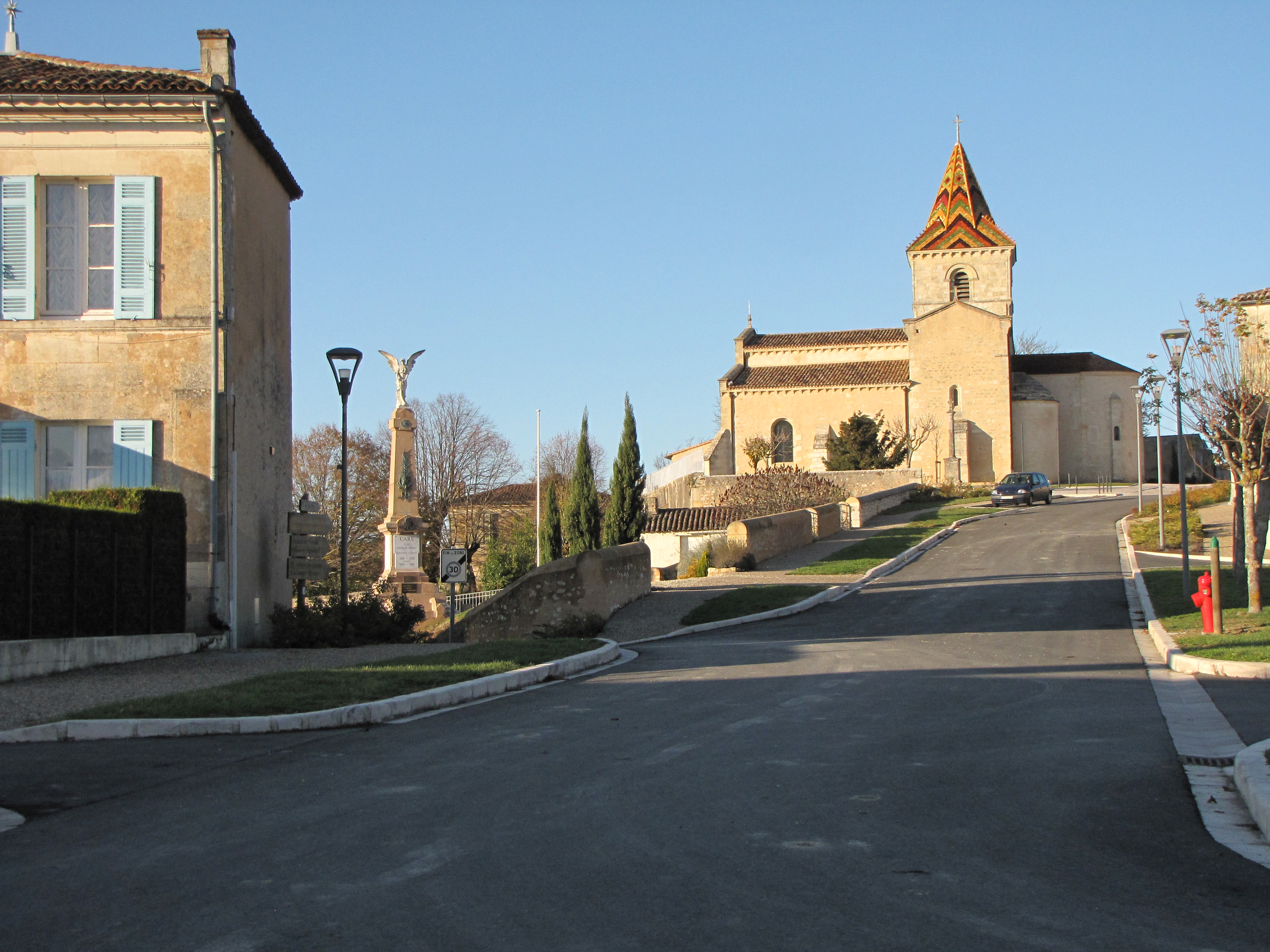
Kirche Saint-Pierre
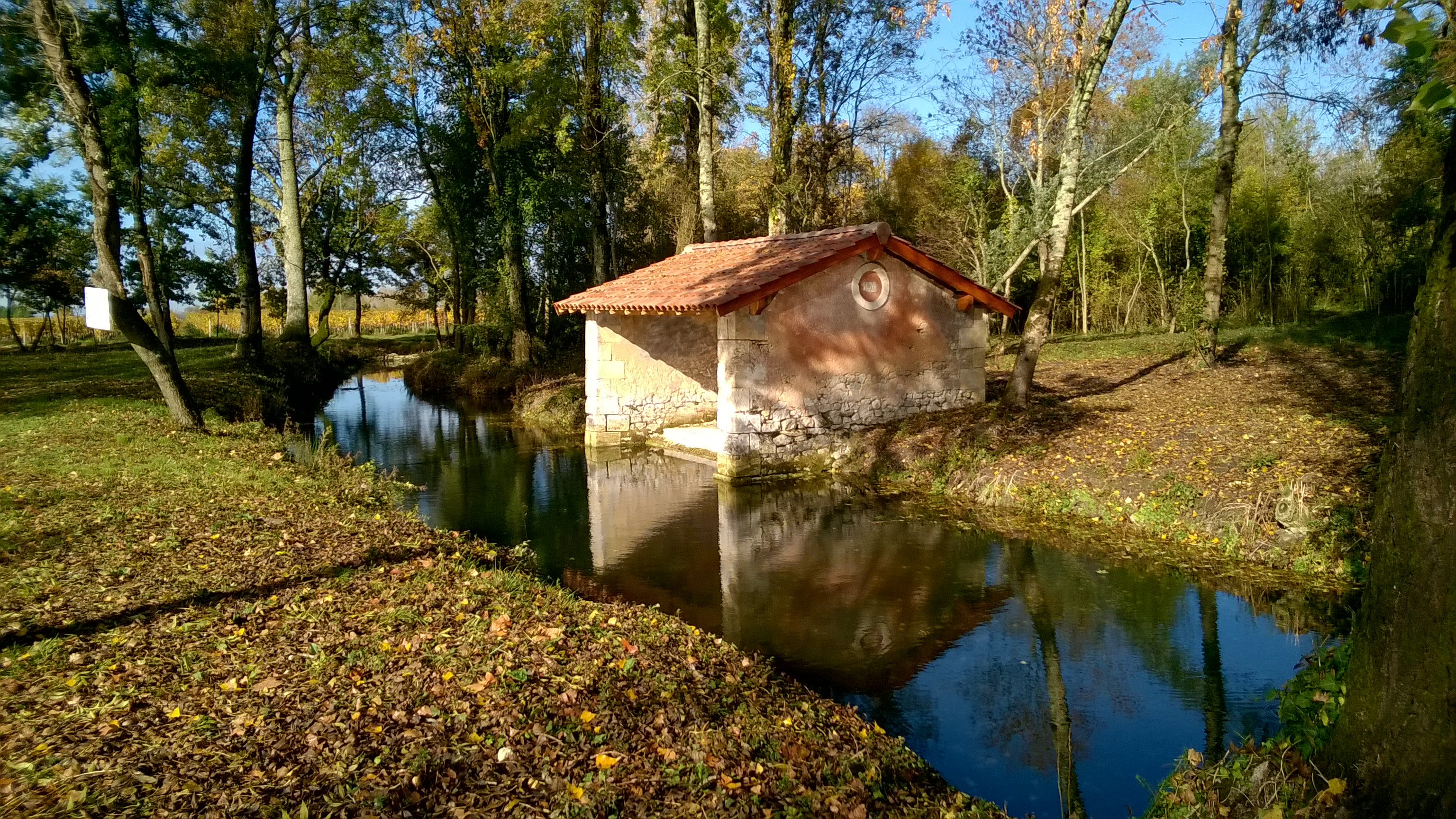
Ehemaliges Waschhaus

- Kirche Saint-Pierre
- Ehemaliges Waschhaus

## Persönlichkeiten
- Jean Frappier (1900–1974), Mediävist